# Weiße Schatten (1951)
Weiße Schatten ist ein deutsches Spielfilmdrama aus dem Jahre 1951 von Helmut Käutner. In den Hauptrollen spielen Hilde Krahl und Hans Söhnker.

## Handlung
Die Geschichte spielt Anfang der 1950er Jahre in den Alpen.
Dort findet Ingenieur Richard im Schnee eine bewusstlose Frau liegen und bringt sie in die nächstgelegene Berghütte. Ein verwilderter Schäferhund, der draußen um die Hütte streicht, weist ihm am folgenden Tag den Weg zu einer höher gelegenen Hütte. Dort stößt Richard auf eine tote Frau. Die von ihm gerettete Frau, die sich ihm als Ruth vorstellt und als Beruf Ärztin angibt, erklärt ihm, dass es sich dabei um ihre Freundin Hella handele. Ruth beginnt zu erzählen: Sie und Hella waren unlängst zu einer Wandertour in die Berge aufgebrochen, als Hella ihr unterwegs mit höhnischem Unterton gestanden habe, eine Affäre mit Ruths Verlobtem zu haben. Tief getroffen, wollte sich Ruth daraufhin vergiften und träufelte Zyankali in eine Tasse Kaffee. Die aber nahm Hella in einem unbemerkten Moment zu sich und starb daraufhin wenig später.
Richard überlegt, ob er Ruth diese haarsträubende Geschichte glauben kann und entscheidet sich dafür, Ruth, die ihm sympathisch ist, zu trauen. Er beseitigt in der zweiten Hütte alle Spuren, die giftigen wie auch die Leiche. Als plötzlich zwei Polizisten in der Abgeschiedenheit auftauchen, droht der Vertuschungsversuch aufzufliegen, zumal der umherstreunende Schäferhund die beiden Gesetzeshüter auf Richards und Ruths Spur zu bringen droht. Erst jetzt erkennt die Ärztin, dass sie sich der Wahrheit stellen und sich selbst bei der Polizei anzeigen muss, um den Vorfall und ihr Verhalten zu erklären.

## Produktionsnotizen
Weiße Schatten gilt als eine der unbekanntesten Käutner-Inszenierungen und entstand in der Phase spektakulärer Kassen- bzw. Kritikerflops (1948 bis 1953) des Regisseurs. Die Dreharbeiten begannen am 8. Januar 1951 und endeten am 24. Februar 1951. Gefilmt wurde im als Atelier dienenden Passionsspielhaus Thiersee sowie an Drehorten in Elmau, Wilder Kaiser, Kitzbühel und Kufstein. Fritz Mögle entwarf die Filmbauten, Horst Hächler war Käutners Regieassistent. Die Produktionsleitung lag in den Händen von Victor Eisenbach. Die Dreharbeiten des Films begannen unter dem Arbeitstitel Letzter Advent.
Inmitten der Dreharbeiten (Februar 1951) geriet die produzierende Firma Dornas Film von Fedor Janas in massive Schieflage, woraufhin Hans Tost mit seiner Produktionsfirma helfend einspringen musste, um den Film fertigstellen zu können. Der Film wurde am 28. September 1951 in Wiesbaden uraufgeführt.

## Kritiken
„Psychologisches Katz- und Mausspiel auf einer Skihütte zwischen einem Mann (Hans Söhnker) und einer Möchtegern-Selbstmörderin (Hilde Krahl), die aus Versehen mit dem für sie selber bestimmten Zyankali ihre Begleiterin ermordet hat. Asphaltnerven-Studie im Gebirgsmilieu. Regisseur Käutner zehrt von den Zinseszinsen seiner Bildsymbolik der ‚Romanze in Moll‘.“

„Helmut Käutners eindringliches Kammerspiel aus dem Jahr 1951 setzt sich mit der Frage nach Schuld und persönlicher Verantwortung des Einzelnen auseinander und reiht sich somit ein in die Liste seiner großen Nachkriegsfilme wie z. B. ‚In jenen Tagen‘ (1946/47) oder ‚Die letzte Brücke‘ (1953).“

„Ein kammerspielhafter, hervorragend inszenierter Unterhaltungsfilm, der mit psychologischem Feingefühl die seelische ‚Landschaft‘ auffächert.“